# Nowroz Mangal
Nowroz Mangal (* 28. November 1984 in Kabul, Afghanistan) ist ein ehemaliger afghanischer Cricketspieler und Mannschaftskapitän der afghanischen Nationalmannschaft.

## Kindheit und Ausbildung
Mangal wurde in Kabul geboren, floh aber mit seiner Familie in Folge der sowjetischen Invasion und des afghanischen Bürgerkrieges nach Pakistan. Dort wuchs er in Flüchtlingslagern auf, ging zu einer Flüchtlingsschule und spielte dort unter anderem Cricket gegen pakistanische Teams. Nach der Absetzung der Taliban kehrte er nach Afghanistan zurück. Sein Vater wollte ihn dazu bewegen zu studieren, doch Mangal bevorzugte es Cricket zu spielen. Es war der erste afghanische Nationalcoach Taj Malik, der seinen Vater davon überzeugte, dass Mangal das Cricket weiter verfolgen solle.

## Aktive Karriere

### Beginn in der Nationalmannschaft
Seine erste Nominierung für die Nationalmannschaft erhielt er bei der ACC Trophy 2004 in Oman. Afghanistan kam dort bis ins Viertelfinale und Mangal war mit 271 Runs bester Run-Scorer seines Teams. In der Folge etablierte er sich fest im Team und war auch bei der nächsten Ausgabe der ACC Trophy zwei Jahre später wieder dabei. Dieses Mal konnte er mit dem Team den dritten Platz erreichen und er war der zweitbeste Batsman seines Teams. In 2007 übernahm er die Rolle des Mannschaftskapitäns der Nationalmannschaft. Als solcher führte er das Team in der ACC Trophy Elite 2008 an und wieder erreichte Afghanistan den dritten Platz und Mangal war wieder der wichtigste Batsman seiner Mannschaft.

### Kapitän in Zeiten des internationalen Durchbruchs
Der Aufstieg Afghanistans begann unter seiner Führung in der ICC World Cricket League 2007–09. Die Mannschaft begann in Division 5 in Jersey und konnte sie gewinnen genauso wie ein paar Monate später die Division 4 in Tansania. Auch die Division 3 in Argentinien gelang es zu gewinnen und damit die Qualifikation für den ICC Cricket World Cup Qualifier 2009. Mangal war dort der wichtigste Run-Scorer seiner Mannschaft, die die Vorrunde überstand und in der Super 8 Runde den sechsten Platz erzielte. Dies ermöglichte ihnen ihr erstes ODI zu absolvieren, dass sie gegen Schottland gewannen. Die wichtigste Errungenschaft dieses Erfolges war der Erwerb des ODI-Status. Dies gab ihnen die Möglichkeit der Teilnahme am ICC Intercontinental Cup 2009–2010 und damit Mangal sein Debüt im First-Class Cricket. Auch gelang es ihnen im Februar 2010 den ICC World Twenty20 Qualifier 2010 zu gewinnen. Im Finale gegen Irland erzielte er mit 3 Wickets für 23 Runs sein bestes Twenty20-Ergebnis im Bowling. Dies ermöglichte ihnen erstmals die Teilnahme an einem Weltmeisterschafts-Turnier. Die ICC World Twenty20 2010, die in den West Indies stattfand, endete für das Team nach zwei Niederlagen in der Vorrunde und Mangal konnte nicht viel für das Teamergebnis beitragen.

### Absetzung als Kapitän
Im Oktober 2010 gelang ihm im Intercontinental Cup gegen Kenia sein erstes First-Class-Century mit 168 Runs. Einen Monat später wurde er vom afghanischen Verband als Kapitän abgesetzt und Mohammad Nabi als sein Nachfolger ernannt. Damit wollte man ihm die Möglichkeit geben sich mehr auf sein Batting zu konzentrieren. Mangal verblieb im Team und konnte sein erstes ODI-Century mit 112 Runs bei 67 Bällen bei der ICC World Cricket League Championship in der Saison 2012/13 gegen Schottland erzielen. Im nachfolgenden ICC World Twenty20 Qualifier 2012 konnte er dazu beitragen sich für den ICC World Twenty20 2012 zu qualifizieren, jedoch schied man dort in der Vorrunde abermals aus. Über den ICC World Twenty20 Qualifier 2013 konnte sich Afghanistan mit seiner Hilfe abermals für die World Twenty20 qualifizieren, jedoch war dieses Mal nach der Qualifikationsrunde das Turnier vorbei. Bei einer Tour in den Vereinigten Arabischen Emiraten erzielte er sein zweites ODI-Century über 129 Runs.

### Ende der Karriere
Durch den Gewinn der WCL Championship qualifizierte sich Afghanistan für den Cricket World Cup 2015. Die Mannschaft schied in der Vorrunde aus, jedoch war Mangal Teil jedes Spiels und mit 108 Runs der drittbeste Batsman seines Teams. Beim ICC World Twenty20 Qualifier 2015 gelangen ihm im entscheidenden Spiel gegen Papua-Neuguinea 65* Runs, und so sorgte er für die erneute Qualifikation für das Endturnier. Für die ICC World Twenty20 2016 wurde er jedoch nicht mehr nominiert. In der Saison 2015/16 egalisierte er einen Rekord von acht Spielen in Folge für ausgewiesene Batsman (Average größer 20 Runs), in denen er nur einstellige Run-Zahlen erzielte. Seinen letzten internationalen Einsatz hatte er bei der ODI-Serie in Bangladesch in der Saison 2016/17. Im Januar 2017 erklärte er seinen Rücktritt vom internationalen Cricket.

## Nach der aktiven Karriere
Nachdem er seinen Rücktritt verkündet hatte, wurde er zum Chef-Selektor des afghanischen Verbandes ernannt. Auch wurde er als Batting-Coach und Assistenz-Coach des afghanischen Teams tätig.